# Alexandre Parodi

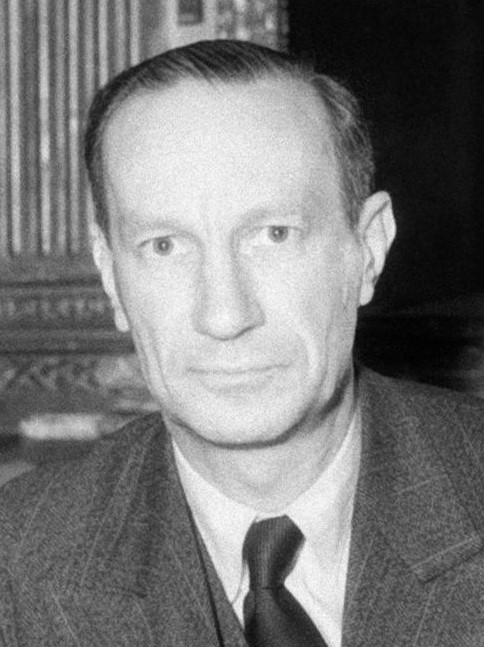
Alexandre Parodi (1945)

Alexandre Maurice Marie Parodi (* 1. Juni 1901 im 17. Arrondissement, Paris; † 15. März 1979 im 7. Arrondissement, Paris) war ein französischer Verwaltungsbeamter, parteiloser Politiker und Diplomat, der unter anderem zwischen 1944 und 1945 Minister für Arbeit und soziale Sicherheit, mehrmals Botschafter sowie von 1960 bis 1971 Vizepräsident des Staatsrates, des Conseil d’État war.

## Leben
Parodi war ein Sohn des Philosophen und Soziologen Dominique Parodi (1870–1955) und älterer Bruder des Richters und Résistancekämpfers René Parodi (1904–1942), der posthum zum Compagnon de la Libération erhoben wurde. Er selbst begann nach dem Schulbesuch ein Studium an der Universität von Paris, welches er mit einem Licence de lettres beendete. Nach einem Studium an der École libre des sciences politiques (ELSP), der Sciences Po, begann er 1928 seine berufliche Laufbahn als Anhörungsbeamter (auditeur) beim Staatsrat (Conseil d’État) und fungierte zudem zwischen 1929 und 1938 als stellvertretender Generalsekretär des Nationalen Wirtschaftsrates CNE (Conseil national économique), des heutigen Rates für Wirtschaft, Soziales und Umwelt CESE (Conseil économique, social et environnemental) sowie von 1933 bis 1938 Regierungskommissar (Commissaire du gouvernement), ehe er 1938 Vortragender Rat (Maître des requêtes) beim Staatsrat wurde. Nach einer Tätigkeit als Berater von Arbeitsminister Charles Pomaret wurde er 1939 Generaldirektor des Arbeitsministeriums.
Parodi engagierte sich während der deutschen Besetzung Frankreichs im Zweiten Weltkrieg unter den Decknamen „Quartus“ und „Cerat“ in der Widerstandsbewegung Résistance. Er war Leiter des Nationalen Widerstandsrates CNR Conseil national de la Résistance und als Nachfolger von Émile Bollaert zwischen Februar und August 1944 Generaldelegierter des Französischen Komitees für die Nationale Befreiung CFLN (Comité français de Libération nationale). In diesem Komitee übernahm er zwischen dem 26. August und dem 10. September 1944 gemeinsam mit Henri Queuille, André Le Troquer und François Billoux den Posten als Kommissar für die befreiten Gebiete (Commissaire d’État aux Territoires libérés). Am 27. August 1944 wurde er zum Compagnon de la Libération ernannt.

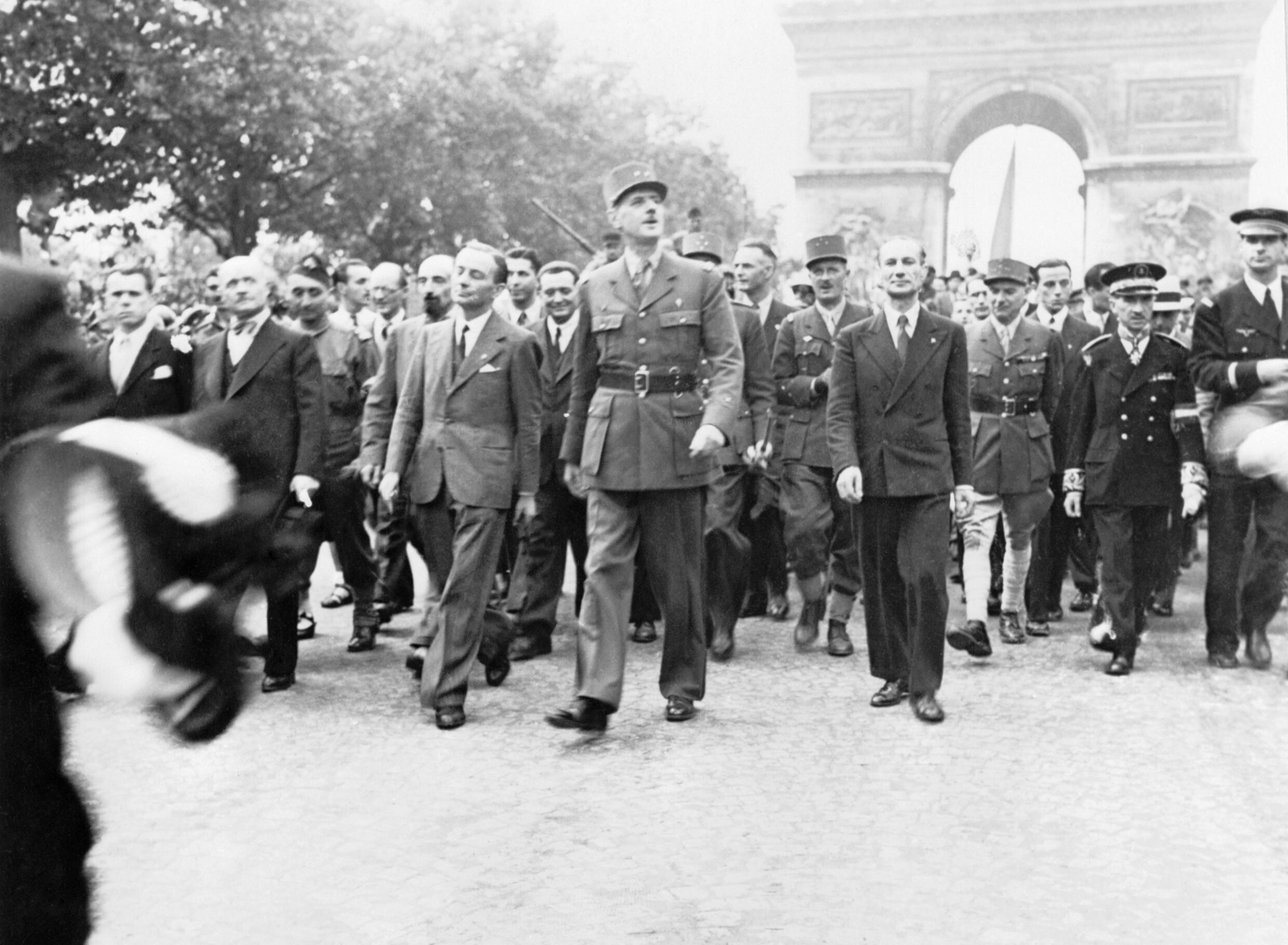
Parodi (vorne rechts) mit General Charles de Gaulle bei einer Parade nach der Befreiung von Paris (25./26. August 1944).

Während der Provisorischen Regierung der Französischen Republik bekleidete Parodi im Kabinett de Gaulle I vom 10. September 1944 bis zum 21. November 1945 das Amt als Minister für Arbeit und soziale Sicherheit (Ministre du Travail et de la Sécurité sociale).
Nach seinem Ausscheiden aus dem Kabinett übernahm Alexandre Parodi zwischen 1946 und 1960 verschiedene Botschafterposten und wurde 1946 erster Ständiger Vertreter Frankreichs bei den Vereinten Nationen und verblieb auf diesem diplomatischen Posten bis 1949, woraufhin Jean Chauvel ihn ablöste. Er selbst wiederum löste Jean Chauvel am 23. Februar 1949 als Generalsekretär des Außenministeriums und hatte diesen Posten bis zum 5. Januar 1955 inne. René Massigli wurde sein Nachfolger. Als Nachfolger von Maurice Couve de Murville wurde er 1956 Ständiger Vertreter Frankreichs bei der NATO und übergab diesen Posten 1957 an Étienne de Crouy-Chanel. 
1957 wurde er zum Botschafter in Marokko ernannt und hatte diese Funktion bis zu seiner Ablösung durch Roger Seydoux 1960.
Parodi wurde nach seiner Rückkehr aus Marokko am 29. September 1960 als Nachfolger von René Cassin Vizepräsident des Conseil d’État (Staatsrat) und bekleidete dieses Amt bis zu seiner Ablösung durch Bernard Chenot am 1. Juni 1971.
Er war Mitglied der Académie des sciences morales et politiques und als Nachfolger von René Cassin von 1960 bis zu seiner Ablösung durch Bernard Chenot 1971 auch Präsident des Instituts für Verwaltungswissenschaften IFSA (Institut français des sciences administratives). Er erhielt für seine Verdienste das Großkreuz der Ehrenlegion und das Großkreuz des Ordre national du Mérite.

## Trivia
In dem 1966 unter der Regie von René Clément entstandenen Kriegsfilm „Brennt Paris?“ mit Jean-Paul Belmondo, Charles Boyer und Leslie Caron in den Hauptrollen spielte Pierre Dux die Rolle des Widerstandskämpfers Cerat alias Alexandre Parodi.